# Odin (Kansas)
Odin – jednostka osadnicza w Stanach Zjednoczonych, w stanie Kansas, w hrabstwie Barton.